# Lipovke
Lipovke (lat. Tilioideae) je potporodica biljaka, dio porodice sljezovki, nekada je činila samostalnu porodicu Tiliaceae. Sastoji se od tri živa i jednog fosilnog roda, od kojih je najpoznatiji rod lipa (Tilia)

## Rodovi
1. Craigia W.W.Sm. & W.E.Evans
2. Mortoniodendron Standl. & Steyerm.
3. Tilia L.
4. †Willisia Wolfe